# モディリアーニ 真実の愛
『モディリアーニ 真実の愛』（Modigliani） は、2004年製作の映画である。アメリカ・フランス・イギリスなど6ヶ国合作。ミック・デイヴィス監督。
パリのモンパルナスを舞台に、画家モディリアーニと、最愛の妻ジャンヌの半生を描く。

## キャスト
| 役名                         | 俳優                     | 日本語吹替 |
| ---------------------------- | ------------------------ | ---------- |
| アメデオ・モディリアーニ     | アンディ・ガルシア       | 小山力也   |
| ジャンヌ・エビュテルヌ       | エルザ・ジルベルスタイン | 安藤麻吹   |
| パブロ・ピカソ               | オミッド・ジャリリ       | 中嶋聡彦   |
| オルガ・コクローヴァ         | エヴァ・ハーツィゴヴァ   |            |
| マックス・ジャコブ           | ウド・キア               | 秋元羊介   |
| モーリス・ユトリロ           | イポリット・ジラルド     |            |
| ベアトリス・ヘイスティングス | スージー・エイミー       |            |
| ジャン・コクトー             | ピーター・キャパルディ   |            |
| ジャンヌの父                 | ジム・カーター           | 牛山茂     |
| ジャンヌの母                 | ミシェル・ニューウェル   | 増子倭文江 |
| ガートルード・スタイン       | ミリアム・マーゴリーズ   | 磯辺万沙子 |
| フォスター・ケイン           | ランス・ヘンリクセン     | 坂東尚樹   |

- その他の日本語吹き替え：深水由美／村治学／島香裕／白山修／根本圭子／藤井啓輔／加藤将之／小原雅一／勝田晶子